# Křest ohněm (Kobra 11, 7. řada)
Křest ohněm (v německém originále Feuertaufe) je první díl sedmé řady německého akčního seriálu Kobra 11. Premiérově odvysílán byl 11. září 2003 na stanici RTL, v Česku 7. září 2003 na TV Nova.

## Obsazení
| Erdogan Atalay       | Semir Gerkhan     |
| Christian Oliver     | Jan Richter       |
| Charlotte Schwab     | Anna Engelhardt   |
| Carina Wiese         | Andrea Schäfer    |
| Gottfried Vollmer    | Dieter Bonrath    |
| Dietmar Huhn         | Horst Herzberger  |
| Bela B. Felsenheimer | Joseph Tscherne   |
| Christian Goebel     | Michael Hadenberg |